# Diritti d'autore (racconto)
Diritti d'autore (Author! Author!) è un racconto di fantascienza di Isaac Asimov pubblicato per la prima volta nel 1964 nell'antologia The Unknown Five.
Successivamente è stato incluso nell'antologia Asimov Story (The Early Asimov) del 1972.
È stato pubblicato varie volte in italiano a partire dal 1973.

## Trama
Graham Dorn, uno scrittore di gialli di successo, scopre con disappunto che la sua creatura letteraria più famosa, un cortese detective di nome Reginald De Meister, è diventato una persona reale, deciso a usurpare la vita di Dorn fino a tentare di rubargli la fidanzata. Quando però appare anche l'amica letteraria di De Meister, la slanciata Sancha Rodriquez dagli occhi scintillanti, che lo accusa di averla tradita, De Meister sparisce e Graham si può riappropriare della sua vita.